# Jüdischer Friedhof Hockenheim

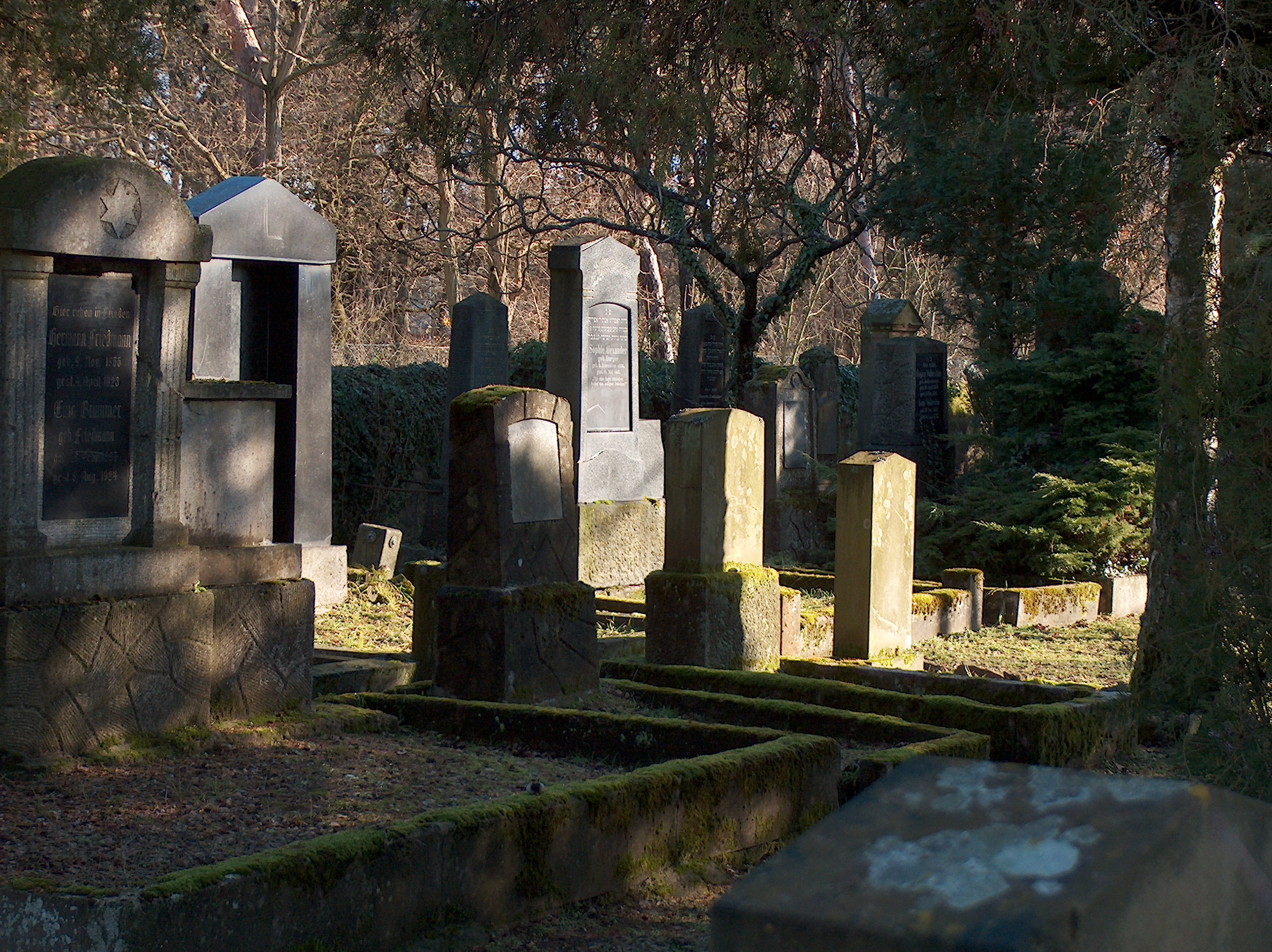
Jüdischer Friedhof in Hockenheim

Der Jüdische Friedhof Hockenheim ist ein jüdischer Friedhof in Hockenheim, einer Stadt im Rhein-Neckar-Kreis im nördlichen Baden-Württemberg. Der Friedhof ist ein geschütztes Kulturdenkmal. 
Die Toten der jüdischen Gemeinde Hockenheim wurden zunächst auf dem Verbandsfriedhof, dem jüdischen Friedhof Wiesloch, beigesetzt. 1879 wurde ein eigener Friedhof an der Heidelberger Straße errichtet, der eine  Fläche von 5,72 Ar hat. Heute sind noch 53 Grabsteine vorhanden. Der älteste Grabstein ist von 1880, die letzte Bestattung fand 1977 statt. 